# 李芳時
朱明時（1576年—？年），原名李芳時，字承六，號完素，順天府武功衛軍籍，福建等處承宣布政使司延平府永安縣二十七都人，明朝官員。

## 生平
丙午顺天府鄉試三十二名舉人，萬曆三十八年（1610年）庚戌科會試一百七十五名，第三甲第三十四名進士。工部观政，授河南南阳府鄧州新野县知县，四十年壬子本省同考，四十一年調光山縣，四十四年考察，降爲照磨，四十六年陞承天府推官，未任，改任府學教授，四十七年復補山東濟南府推官，駐札遼東寧前。天啓中累升户部郎中，七年（1627年）二月选授瑞王府左長史，加四品服俸。曾任河南布政使司參政。

## 家族
曾祖李昶；祖李鏜；父李廣，贈文林郎新野縣知縣；母顧氏；盛氏（贈淑人）。永感下，妻黃氏，兄懋時。子履亨；復亨。